# Brandanschläge in Berlin 2011
Brandanschläge auf Bahnanlagen im Oktober 2011 sorgten für erhebliche Störungen des Bahnverkehrs im Großraum Berlin. Zu den Anschlägen bekannte sich eine vermutlich linksextremistische Gruppierung. Die Bundesanwaltschaft übernahm die Ermittlungen.

## Anschläge und versuchte Brandanschläge
Unbekannte hatten am 10. Oktober 2011 auf der Berlin-Hamburger Bahn nahe dem Bahnhof Finkenkrug im Havelland einen Kabelschacht in Brand gesetzt und dadurch Signalkabel zerstört. Das Feuer brach kurz vor 4 Uhr morgens aus. Zudem wurde am selben Tag in der Nähe des Berliner Hauptbahnhofs ein Brandsatz bei einem Trafohäuschen entdeckt, der aber nicht zündete. Am 11. Oktober 2011 fanden Bahnmitarbeiter auf dem Bahngelände in Berlin-Treptow Brandsätze und alarmierten die Polizei. Die Polizei ging davon aus, dass alle gefundenen Brandsätze gleichzeitig deponiert wurden und seitdem nach und nach entdeckt werden.
Bahnarbeiter fanden am 12. Oktober 2011 bei Streckenbegehungen im Ortsteil Staaken im Westen Berlins und im Ortsteil Schöneberg im Süden mehrere Brandsätze. Einer der Brandsätze war bereits abgebrannt. Insgesamt wurden 16 zeitgesteuerte Brandsätze identifiziert. Aufgrund der verursachten Schäden und der getroffenen polizeilichen Maßnahmen kam es zu erheblichen Einschränkungen des Bahnverkehrs im Großraum Berlin. Zunächst übernahm das LKA Berlin die Ermittlungen, bis sich am selben Tag die Bundesanwaltschaft einschaltete und das Bundeskriminalamt mit den weiteren Ermittlungen beauftragte. Grund war der Verdacht auf „verfassungsfeindliche Sabotage und andere Straftaten“.
Die Deutsche Bahn setzte eine Belohnung von 100.000 Euro für Hinweise auf die Täter aus.

## Hintergrund
Zu dem Anschlag am 10. Oktober 2011 hatte sich eine Gruppierung namens „Hekla-Empfangskomitee – Initiative für mehr gesellschaftliche Eruptionen“ bekannt, vermutlich eine deutsche links-militante Gruppe, deren Name sich an dem im gleichen Zeitraum ausgebrochenen Vulkan Hekla orientiert. In einem im Internet veröffentlichten Bekennerschreiben hieß es, mit der Attacke werde gegen die deutsche Beteiligung am Krieg in Afghanistan und deutsche Waffenexporte protestiert. Die Gruppe forderte außerdem Freiheit für den inhaftierten US-Soldaten Bradley Manning, der auf der Internet-Plattform Wikileaks Militär-Interna weitergegeben hatte. Als Inspiration benennen sie einen fünf Monate zuvor erfolgten Anschlag auf Kabelanlagen der deutschen Bahn am Berliner Bahnhof Ostkreuz, in dessen Folge der Bahnverkehr im Osten Berlins, Internetdienste der Deutschen Bahn und das Mobilfunknetz von Vodafone zeitweise gestört waren.
Das Landeskriminalamt Brandenburg hielt das Bekennerschreiben nach einer vorläufigen Bewertung vom 12. Oktober 2011 für authentisch.
Die propagierte Sabotage der „Funktionsfähigkeit der Metropolen“ lehnt sich an das Manifest Der kommende Aufstand an.

## Reaktionen
Nach dem Brandanschlag und den danach gefundenen Brandsätzen wurde in der bundesdeutschen Politik über die Gefahr durch linksextremistische Gewalttäter diskutiert. SPD-Politiker Wiefelspütz sagte, es gehe nicht darum, die gefährlichen Brandsätze zu verharmlosen. Ein Vergleich etwa mit der RAF verbiete sich aber. Die Brandsätze an Bahnanlagen hätten mit Terrorismus nichts zu tun.
Verkehrsminister Peter Ramsauer (CSU) verurteilte die versuchten Brandstiftungen und nannte sie „verbrecherische terroristische Anschläge“.
In der linken Szene wurde das Pamphlet als unpolitisch kritisiert. Hekla wurde unter anderem vorgeworfen, unglaubwürdig zu sein, wenn man als antimilitaristische Gruppierung selbst zu Gewalt greife. Als ungeschickt wurde auch der Zeitpunkt des Sabotageakts genannt, da staatliche Institutionen durch die unerlaubte Anwendung eines „Staatstrojaners“ in der Öffentlichkeit ohnehin kritisch wahrgenommen würden.
Die Satire-Webseite Der Postillon ironisierte die Anschläge in einem Artikel mit dem Titel „Bundeswehr zieht aus Afghanistan ab, weil brillante Genies in Berlin Gleise anzünden“.